# Recques-sur-Hem
Recques-sur-Hem (niederländisch: Rekke aan de Hem) ist eine französische Gemeinde mit 671 Einwohnern (Stand: 1. Januar 2022) im Département Pas-de-Calais in der Region Hauts-de-France. Sie gehört zum Arrondissement Calais und zum Kanton Marck (bis 2015: Kanton Ardres). 

## Geographie
Recques-sur-Hem liegt etwa 20 Kilometer südöstlich von Calais am Hem. Die Gemeinde gehört zum Regionalen Naturpark Caps et Marais d’Opale.
Umgeben wird Recques-sur-Hem von den Nachbargemeinden Zutkerque im Norden und Westen, Polincove im Nordosten, Muncq-Nieurlet im Osten und Nordosten, Nordausques im Süden sowie Zouafques im Westen und Südwesten.
| Bevölkerungsentwicklung   | Bevölkerungsentwicklung | Bevölkerungsentwicklung | Bevölkerungsentwicklung | Bevölkerungsentwicklung | Bevölkerungsentwicklung | Bevölkerungsentwicklung | Bevölkerungsentwicklung | Bevölkerungsentwicklung |
| ------------------------- | ----------------------- | ----------------------- | ----------------------- | ----------------------- | ----------------------- | ----------------------- | ----------------------- | ----------------------- |
| Jahr                      | 1962                    | 1968                    | 1975                    | 1982                    | 1990                    | 1999                    | 2006                    | 2013                    |
| Einwohner                 | 380                     | 359                     | 325                     | 355                     | 409                     | 504                     | 584                     | 614                     |
| Quelle: Cassini und INSEE |                         |                         |                         |                         |                         |                         |                         |                         |

## Sehenswürdigkeiten
- Kirche Saint-Wandrille aus dem 19. Jahrhundert, ursprünglich aus dem 13. Jahrhundert
- Kapelle Notre-Dame-des-Bois
- Schloss Cocove aus dem 18. Jahrhundert
- Britischer Militärfriedhof

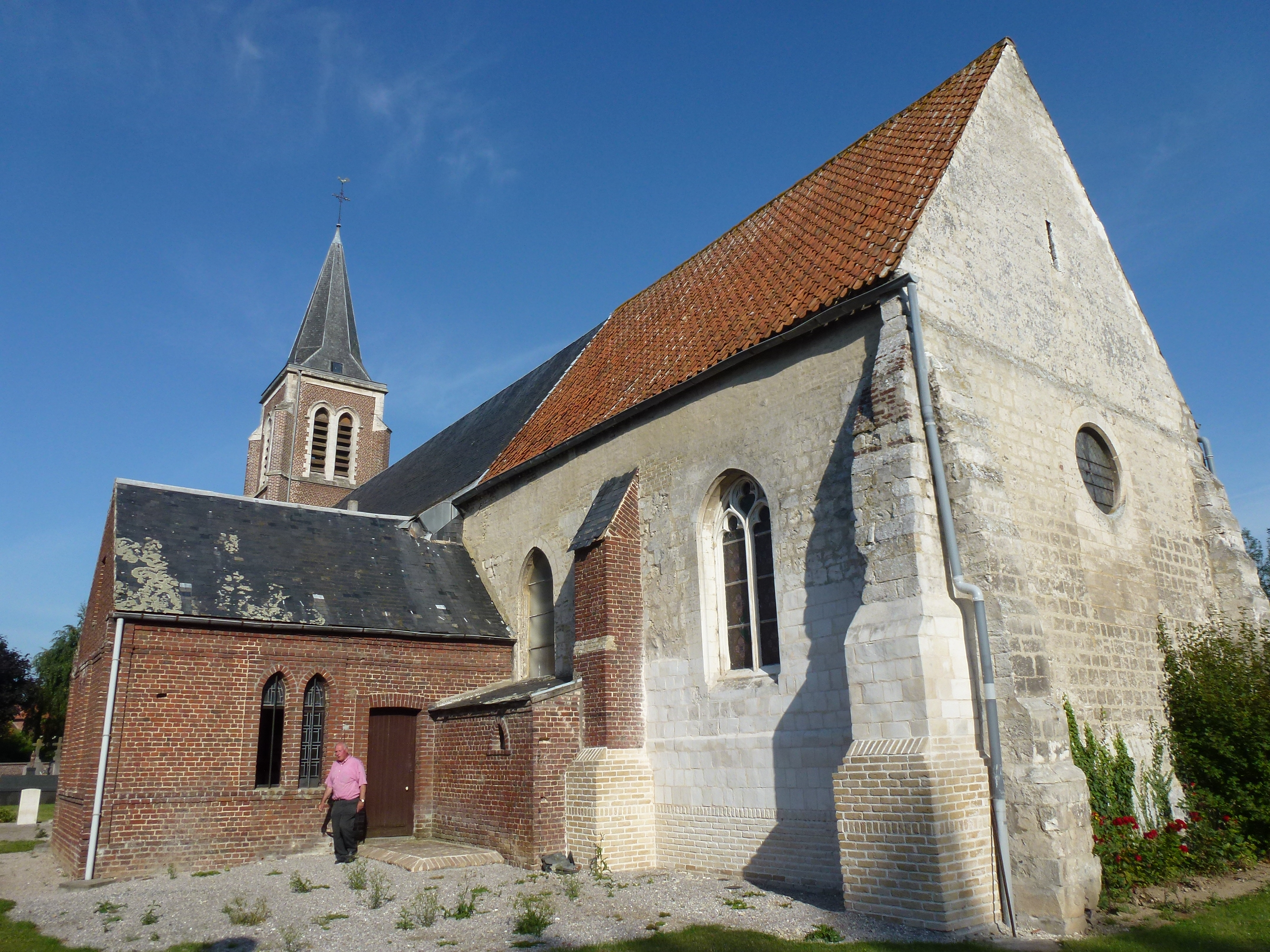
Kirche Saint-Wandrille
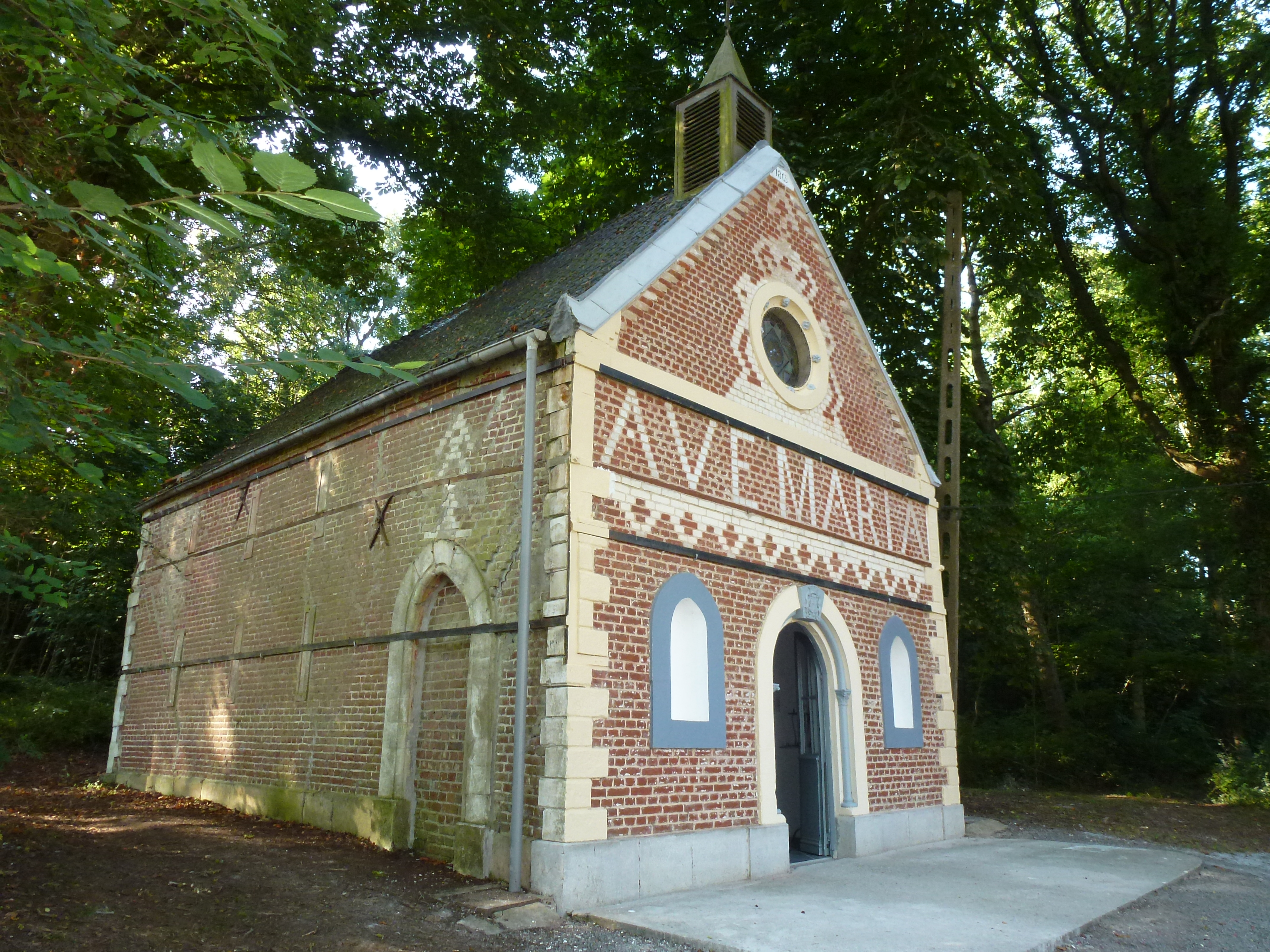
Kapelle Notre-Dame-des-Bois

## Persönlichkeiten
- Paul Nizan (1905–1940), Philosoph, Journalist und Schriftsteller